# Cultura de la Comunidad Valenciana
La cultura valenciana tiene sus raíces en las influencias que los diferentes pueblos han dejado tras su paso por la península a lo largo de los siglos. Además la historia, la geografía y la presencia del mar mediterráneo ha contribuido significativamente en la formación de la cultura actual.
Aunque hay un patrimonio cultural común a todos los valencianos, la marcada singularidad de sus regiones ha dado lugar a múltiples manifestaciones culturales a lo largo de todo el territorio. Esas manifestaciones han tenido reflejo en todos los campos: las lenguas y dialectos, la música, la gastronomía, etc.

## Las lenguas

Predominios lingüísticos valenciano (verde), y castellano (amarillo).

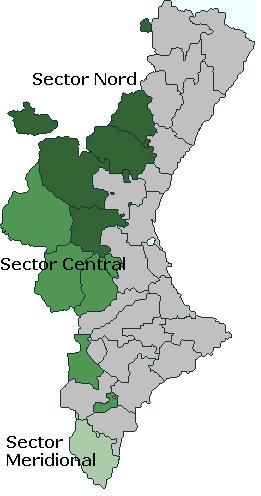
Sectores lingüísticos del castellano en la Comunidad Valenciana.

El valenciano (valencià en valenciano) es definido como la lengua propia de la Comunidad Valenciana según su Estatuto de Autonomía, y tiene carácter oficial junto con el castellano. Se considera lingüísticamente que se trata de la misma lengua que el catalán, a pesar de tener ambos diferentes normativas oficiales. Desde hace décadas se arrastra un conflicto en torno a la identidad del valenciano, para una parte (Instituto de Estudios Catalanes) el valenciano es simplemente la denominación histórica, tradicional y estatutaria que recibe la lengua catalana en la Comunidad Valenciana, mientras que para otra parte (Academia Valenciana de la Lengua) tanto el valenciano como el catalán son dos variantes de una misma lengua la cual tiene dos denominaciones igualmente válidas, e incluso para otra parte mucho menos representativa (Real Academia de Cultura Valenciana) tanto el valenciano como el catalán son dos lenguas independientes. La postura más extendida actualmente es la que considera al valenciano como una variante del catalán, de hecho en el diccionario de la Real Academia Española se define al valenciano como "variedad del catalán que se habla en gran parte del antiguo reino de Valencia y se siente allí comúnmente como lengua propia".
Su dominio lingüístico abarca históricamente las comarcas litorales, el llano central y las áreas montañosas del sur. Hoy en día, en las grandes capitales históricamente valencianohablantes (y en cualquier parte del territorio, si bien de forma no tan acusada), la presencia del valenciano está en decadencia, a causa del proceso de minorización de esta lengua en favor del castellano. En la encuesta «Coneixement i ús social del valencià 2015», la última publicada, se revela que lo usa un 23% de la población valencianohablante.
Mientras que el castellano es lengua propia y tradicional de los municipios de las Comarcas del Interior y suroeste (con algunas islas lingüísticas dentro del territorio lingüístico valenciano en la Comunidad Valenciana). El castellano hablado, como lengua propia de estas comarcas valencianas, presenta una serie de rasgos comunes o compartidos -pero también propios en algunos municipios- con lo que se habla en las regiones fronterizas de Aragón, Castilla-La Mancha y la Región de Murcia.
El ámbito lingüístico del castellano en la Comunidad Valenciana, con 9956 km², no se corresponde con división supramunicipal alguna, y solo en ocho comarcas todos sus municipios son, históricamente, castellanohablantes: Alto Mijares, Alto Palancia, Serranos, Rincón de Ademuz, Plana de Requena, Hoya de Buñol, Valle de Cofrentes y Canal de Navarrés; en las comarcas del Vinalopó y la Vega Baja del Segura los municipios castellanohablantes comparten comarca con municipios valencianohablantes.
La Lengua de Signos Valenciana (siglas: LSCV) es una lengua de signos utilizada por más de 15.000 personas en la Comunidad Valenciana, tratándose la gran mayoría de personas sordas. Según algunos lingüistas, la LSCV y la lengua de signos española (LSE) son dos variantes de una misma lengua mientras que, como pasa con la lengua de signos catalana, otros lo definen como un dialecto que tiene un importante grado de variación y, por tanto, tiene suficiente entidad como para tener autonomía normativa.

## Deporte

### Deportes tradicionales valencianos

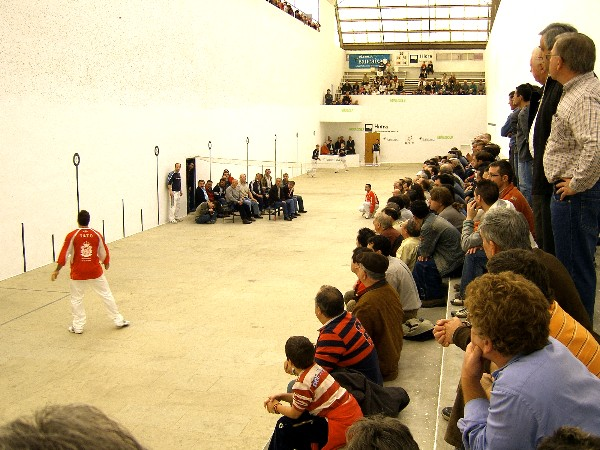
Partida de Pelota Valenciana en el "Trinquet" de La Eliana.

El deporte tradicional por antonomasia es el juego de la pelota valenciana, y existe una selección valenciana que participa en las competiciones de pelota internacionales oficiales. Este deporte se practica en más de ocho modalidades distintas, bien en la calle o bien en un trinquete. Durante las partidas es típico que el público se encuentre invadiendo el área de juego, y uno o dos marxadors recogen las apuestas que hacen por el equipo de blaus (azules) o por el de rojos, los únicos colores utilizados en la indumentaria de los pilotaires. La importancia que se le da a este deporte es tal que desde hace varios en las escuelas públicas se incluye como materia educativa, y la disponibilidad obligatoria de un trinquete en sus instalaciones deportivas.
Otro de los deportes más característicos es la colombicultura, o palomos deportivos, que se empezó a practicar especialmente a partir de los años 20 del siglo XX, extendiéndose por todo el territorio, del que se entrena una raza propia de paloma, el buchón valenciano. El motociclismo es otra de las prácticas tradicionales consideradas como deportivas, del que se dipone del Circuito de Cheste donde se disputa el Gran Premio de la Comunidad Valenciana. También es tradicional el juego de la petanca, sobre todo en las zonas rurales.

### Deportes actuales

Trazado del Circuito Urbano de Valencia.

Por lo que respecta a los deportes de masas, existen equipos importantes de fútbol, principalmente Valencia CF, Villarreal CF, Levante UD y (los tres actualmente en la Primera División), además de  Elche CF, Hércules CF, CD Castellón, CD Alcoyano, Huracán Valencia, Burjassot CF y Alicante CF. Otros de los deportes olímpicos en los que se destaca es en el baloncesto, con los equipos Valencia Basket y Lucentum Alicante. El deporte olímpico más importante de los equipos femeninos es el balonmano, del que se cosecharon importantes y numerosos títulos, con equipos como BM Altea o el desaparecido Calpisa Alicante, y en cuya división de honor estatal, actualmente más de la mitad de los clubes femeninos son valencianos.
Además del Circuito Ricardo Tormo de Cheste, posee el Circuito Urbano de Valencia, en el que se ha disputado el Gran Premio de Europa de Fórmula 1 y carreras de GP2, entre otros, desde el año 2008 hasta 2012. Este circuito es semipermanente, utiliza las calles alrededor de la zona del Puerto America's Cup, también incluye algunas calles diseñadas exclusivamente para el mismo. Dicho puerto deportivo fue construido con motivo de la celebración de la America's Cup de vela celebradas en 2007 y 2010.

## Fiestas

### 9 de octubre

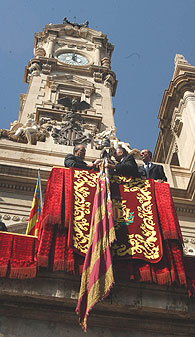
Bajada de la Señera desde el Ayuntamiento de Valencia.

El 9 de octubre es el Día de la Comunidad Valenciana y en él se conmemora la entrada a la ciudad de Valencia del rey Jaime I en 1238.
La conquista y formación del Reino de Valencia no se culminó hasta 1304-1305 con la Sentencia Arbitral de Torrellas y el Tratado de Elche, y el territorio actual no se unificó hasta 1851 con la incorporación de Requena y Utiel; pero el 9 de octubre se eligió como la fecha más representativa, por ser Valencia la capital del entonces Reino de Valencia y, actualmente, de la Comunidad Valenciana.
A nivel local de Valencia, es una celebración con larga tradición desde el siglo XIV con el rey Jaime II de Aragón. En cambio, a nivel de todo el territorio de la Comunidad Valenciana, se trata de una celebración institucional contemporánea que tiene su origen en el año 1976, cuando en el Plenari de Parlamentaris se proclama para esa fecha el Día Nacional del País Valenciano.

#### Lamocadorà
El 9 de octubre es también la festividad de San Dionisio, considerado tradicionalmente el patrón de los enamorados por lo que es costumbre en este día regalar la mocadorà, un pañuelo de seda anudado en cuyo interior se colocan dulces de mazapán elaborados artesanalmente por los reposteros valencianos. Estos dulces consisten en la tradicionales pasteles denominados Piruleta y Tronador -pequeñas barras de mazapán, hecho con partes iguales de almendra y azúcar rellenas de yema-, junto a pequeños mazapanes con forma de todo tipo de frutas y alimentos.

### Las Fallas
Las Fallas son una fiesta celebrada del 15 al 19 de marzo en algunas ciudades y pueblos de la Comunidad, entre ellas principalmente en Valencia, Burriana, Alcira, Sagunto, Gandía y Torrente. También llamadas fiestas josefinas o festes de Sant Josep (en valenciano) se celebran en honor a San José, patrón de los carpinteros. Está catalogada como fiesta de Interés Turístico Internacional y son Patrimonio Inmaterial de la Humanidad por la UNESCO.
La denominación de fallas corresponde a las construcciones artísticas de materiales combustibles en su conjunto, que representan figuras conocidas como ninots y composiciones de elementos. A lo largo de la historia los materiales han ido evolucionando, pero tradicionalmente, estos ninots eran de cera. Actualmente las figuras más voluminosas se hacen de cartón piedra, ya que permiten formas más ligeras y de mayor tamaño.

### La Magdalena

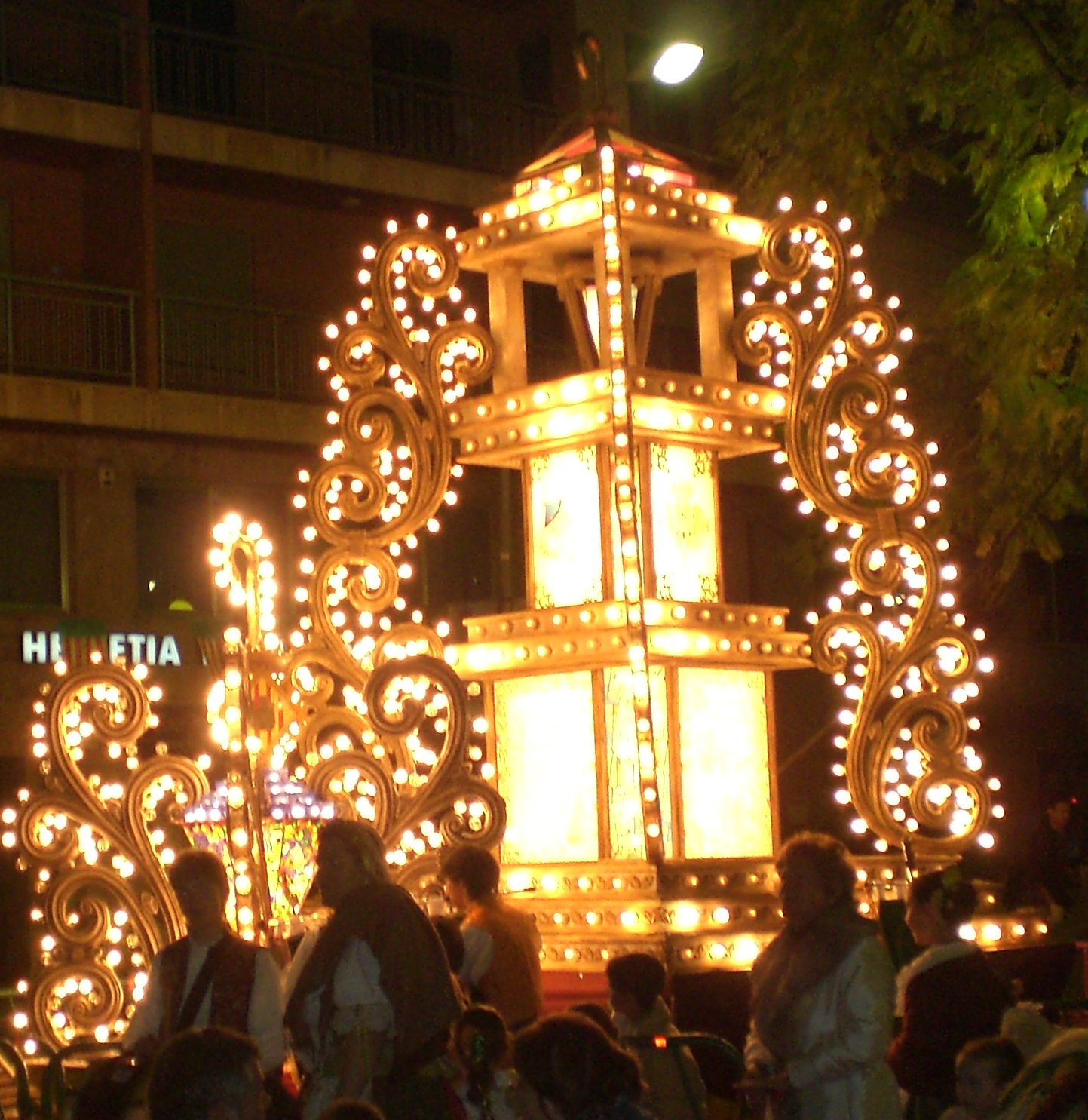
Gayata.

Las Fiestas de la Magdalena son las fiestas mayores de Castellón de la Plana. En ellas se conmemora los orígenes de la ciudad, recordando el traslado de la ciudad desde la colina de la Magdalena hasta el plano fértil litoral en 1251. Tienen una duración de 9 días y se celebran a partir del tercer sábado de cuaresma.
Durante la semana, se celebran multitud de actos, entre los cuales, los más importantes son los siguientes:
- Mascletá, a las 14:00 en la plaza del Primer Molí.
- Castillos de fuegos, comienzan en torno a las 23:00, desde la zona del Pau Gumbau, al noreste de la ciudad.
- Corridas de toros.
- La Nit Màgica: spectáculo de correfuegos realizado por la compañía Xarxa Teatre. El martes a partir de las 23:00h.
- Feria infantil: la mejor diversión para los más pequeños. Situada en el recinto de ferias y mercados.
- La fira alternativa: a partir del jueves en los jardines del Auditorio.
- Mesón del vino: situado en la Avda. Blasco Ibáñez, parte noreste de la ciudad.
- Mesón de la tapa y la cerveza: en la Pza. España, con horario de 12:00 a 16:30 y de 19:00 a 0:00.
- Conciertos de música: en el recinto de conciertos, junto a la Avda. del Mar y Ronda Este, gran actuación de cantantes de ámbito nacional. De lunes a sábado, en torno a la medianoche.

### La Hogueras de San Juan
Las Hogueras de San Juan son las fiestas oficiales de la ciudad de Alicante (España) y están declaradas de Interés Turístico Internacional. Sus orígenes son remotos pero es en 1928 cuando las fiestas toman sus características actuales, siendo su impulsor José María Py.
Con el pregón, que tiene lugar el viernes anterior a la plantà, comienzan los festejos. Del 17 al 20 de junio se plantan las "hogueras" que son monumentos artísticos de madera, cartón, corcho y pintura que contienen una profunda carga satírica. Cuatro días más tarde se queman después de lanzarse una monumental palmera de fuegos artificiales desde el cerro del Benacantil, donde se encuentra el Castillo de Santa Bárbara, y que es visible prácticamente desde cualquier punto de la ciudad. Cada Hoguera representa a una zona o barrio de la ciudad.
Durante los días de fiesta hay una extensa programación de acto con desfiles, pasacalles, despertás, cabalgatas, Ofrenda de flores, corridas de toros, mascletás, actuaciones musicales, campeonatos deportivos, etc. La fiesta se vive en la calle, donde la gente puede comer y bailar en las "Barracas" y "Racós", y degustar la tradicional coca amb tonyina (coca con atún) y las bacoras (brevas). La fiesta cuenta con su reina, la Bellea del Foc, elegida entre las que el año anterior fueron "Bellezas" de cada uno de los 91 distritos fogueriles.
Las Hogueras se queman en Alicante la noche del 24 de junio, el día siguiente a la noche de San Juan, momento de la quema tradicional de hogueras en el resto de España. Debido al calor de la fecha y del fuego, es una práctica habitual que los bomberos que controlan la evolución del fuego mojen con el agua de sus mangueras a los asistentes que lo soliciten.
Además de en la ciudad de Alicante, se celebra la fiesta de hogueras en otras localidades alicantinas como Elda, Benidorm, San Vicente del Raspeig, Jávea, Denia y San Juan de Alicante.

### Los moros y cristianos

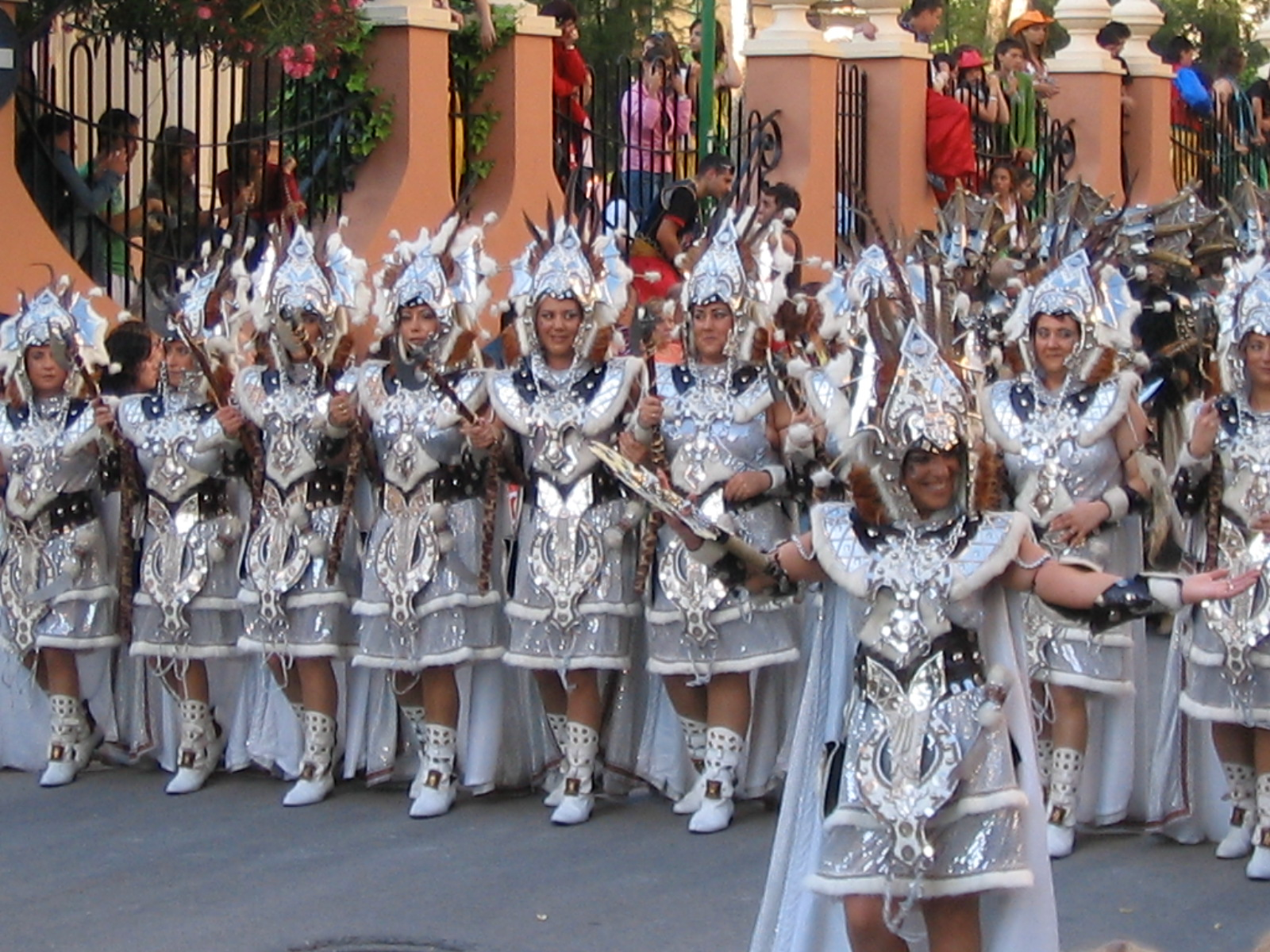
Escuadra de la comparsa de cristianos de Elda. Año 2006.

La fiesta de Moros y Cristianos es una de las celebraciones más genuinas dentro del amplio y rico compendio de celebraciones festivas de gran arraigo y tradición en toda la Comunidad Valenciana.
Esta fiesta tiene un origen y una base profundamente religiosa, que se ha ido enriqueciendo a la vez con un claro componente lúdico, existente en cualquier festividad. Sin embargo, es su componente teatral y representativo de la Historia lo que la hace única en su género. La invasión y dominación musulmana en la península ibérica durante varios centenares de años dejó una gran huella en la sociedad medieval española, que no terminó con el final de la Reconquista de los reinos cristianos a finales del siglo XV. El recuerdo de las hazañas y leyendas bélicas contra los sarracenos y la posterior ola de cristianización de la población musulmana explica en gran medida el nacimiento de esta fiesta: como un recuerdo glorioso de la Reconquista y refuerzo de fe cristiana frente al impío, a la vez que de recuerdo y reconocimiento al innegable pasado y cultura musulmana, que con cierta nostalgia pervivía aún con fuerza en los siglos posteriores. Así, en aquellas poblaciones en las que, por su pasado local, esta huella fue más honda, empezaron a fraguarse representaciones teatrales y celebraciones populares que con el paso de los siglos fue adquiriendo la categoría de fiesta y su influencia geográfica se fue expandiendo, especialmente a poblaciones vecinas de la comarca y de ahí a otras comarcas vecinas.

#### Moros y cristianos enAlicante

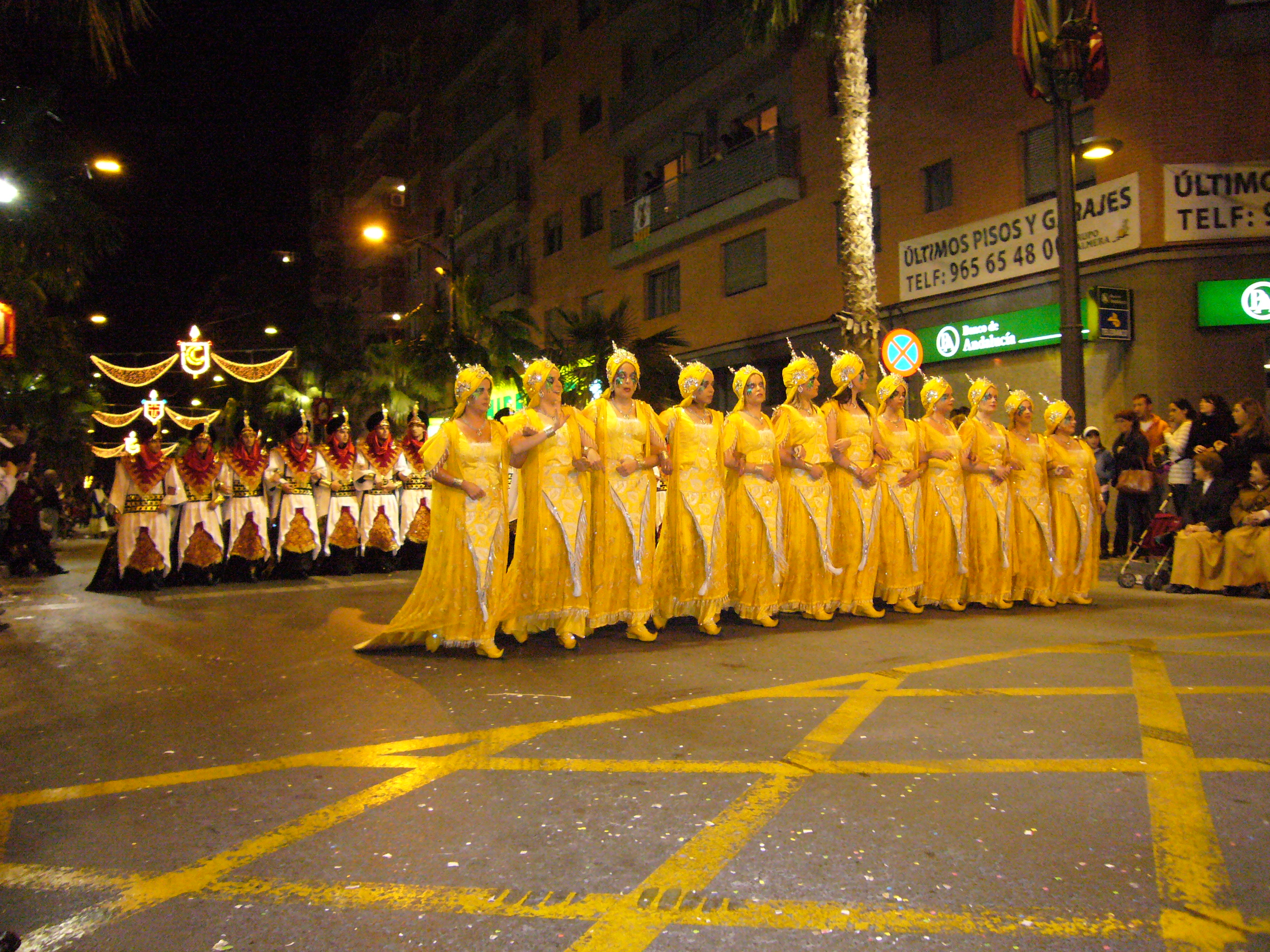
Una Filada de las fiestas de Moros y Cristianos de San Vicente del Raspeig.

Agost, Aguas de Busot, Albatera, Alcoy, Almoradí, Altea, Aspe, Banyeres de Mariola, Benejama, Benidorm, Benilloba, Benillup, Biar, Callosa de Ensarriá, Callosa de Segura, Calpe, Campo de Mirra, Castalla, Cocentaina, Confrides, Crevillente, Denia, El Campello, Elche, Elda, Guardamar del Segura, Ibi, Jávea, Jijona, Muro de Alcoy, Moraira, Monforte del Cid, Muchamiel, Novelda, Orihuela, Onil, Petrel, Sagra, San Vicente del Raspeig, Santa Pola, Salinas, Sax, Vergel, Villajoyosa y Villena.

#### Moros y cristianos enCastellón
Peñíscola. Castellón.

#### Moros y cristianos enValencia
Ador, Albaida, Agullent, Alacuás, Albalat de la Ribera, Alfafar,
Alfarrasí, Aras de los Olmos, Ayelo de Malferit, Adzaneta de Albaida, Barcheta, Bélgida, Bellús, Bellreguart, Benetúser, Benigánim, Bocairente, Bolbaite, Castellón de Rugat, Catarroja, Chella, Cuart de Poblet, Daimuz, Fontanares, Fuente Encarroz, Fuente la Higuera, Godella, Luchente, Miramar, Mogente, Montaverner, Montesa, Náquera,Ollería, Oliva, Onteniente, Palma de Gandía, Paterna, Rafelguaraf, Sagunto, Serra, Sumacárcel, Torrente, Valencia, Vallada y Villanueva de Castellón.

### La Semana Santa

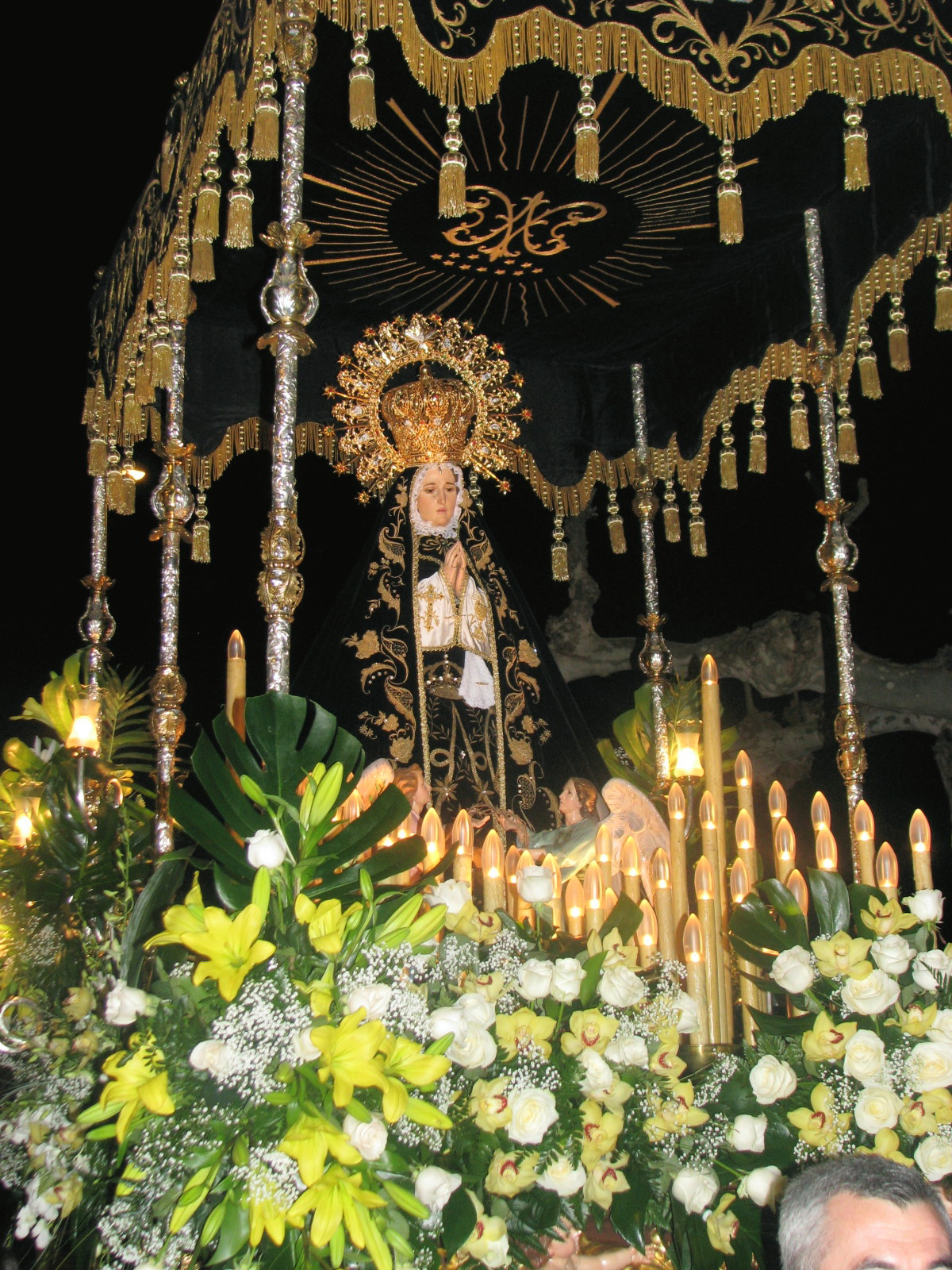
Nuestra Señora de la Soledad de Alcira.

La Semana Santa es la conmemoración anual en que el calendario cristiano conmemora la Pasión, Muerte y Resurrección de Jesús de Nazaret o lo que es igual conmemorar sus últimos días, por ello, es un período de intensa actividad litúrgica dentro de las diversas confesiones cristianas. Da comienzo el Domingo de Ramos y finaliza el Sábado Santo, aunque su celebración suele iniciarse en varios lugares el viernes anterior (Viernes de Dolores) y se considera parte de la misma el Domingo de Resurrección.
Va precedida por la Cuaresma, que culmina en la Semana de Pasión y da paso a un nuevo período litúrgico.
La Semana Santa cuenta con celebraciones propias que recuerdan la institución de la eucaristía en el Jueves Santo, la Crucifixión de Jesús y su Muerte el Viernes Santo y su Resurrección en la Vigilia Pascual en la noche del Sábado Santo al Domingo de Resurrección.
Durante la Semana Santa tienen lugar numerosas muestras de religiosidad popular a en toda la Comunidad Valenciana, destacando las procesiones y las representaciones de la Pasión de localidades como Alicante, Alcira, Benetúser, Elche, Moncada, Nules, Orihuela, Valencia, Torrente, y Torrevieja entre otras. ¿fecha?depende del calendario litúrgico

#### Tamboradas (Patrimonio Cultural Inmaterial de la Humanidad por la UNESCO)
Dentro de la Semana Santa Valenciana destaca también el uso del tambor y el bombo, sobre todo en las comarcas del norte de la Comunidad Valenciana, siendo pioneros y más conocidos los tambores y bombos de Alcora. Las manifestaciones de tambores y bombos más significativas son las tamboradas, declaradas Patrimonio Cultural Inmaterial de la Humanidad por la UNESCO en 2018:
- Alcira (Valencia)

- Alcora (Castellón): aquí la tamborada recibe el nombre de Rompida de la Hora y tiene lugar el Viernes Santo a las 12 del mediodía, en el que tras el silencio, más de mil tambores y bombos tapan el sonido de las campanas en un gran estruendo percutido, simultáneo y acompasado. Tiene doble significado: religioso, simbolizando el cataclismo de la tierra que la biblia narra tras la muerte de Cristo; social, simbolizando la diversidad de la humanidad, a través de las diferentes túnicas de colores, unida y sin prejuicios, pidiendo por la paz y la convivencia en un mismo toque. Además, en los últimos años, los fondos recaudados con artículos promocionales van destinados a diversas ONG.

### Fiestas patronales

#### Las cordadas

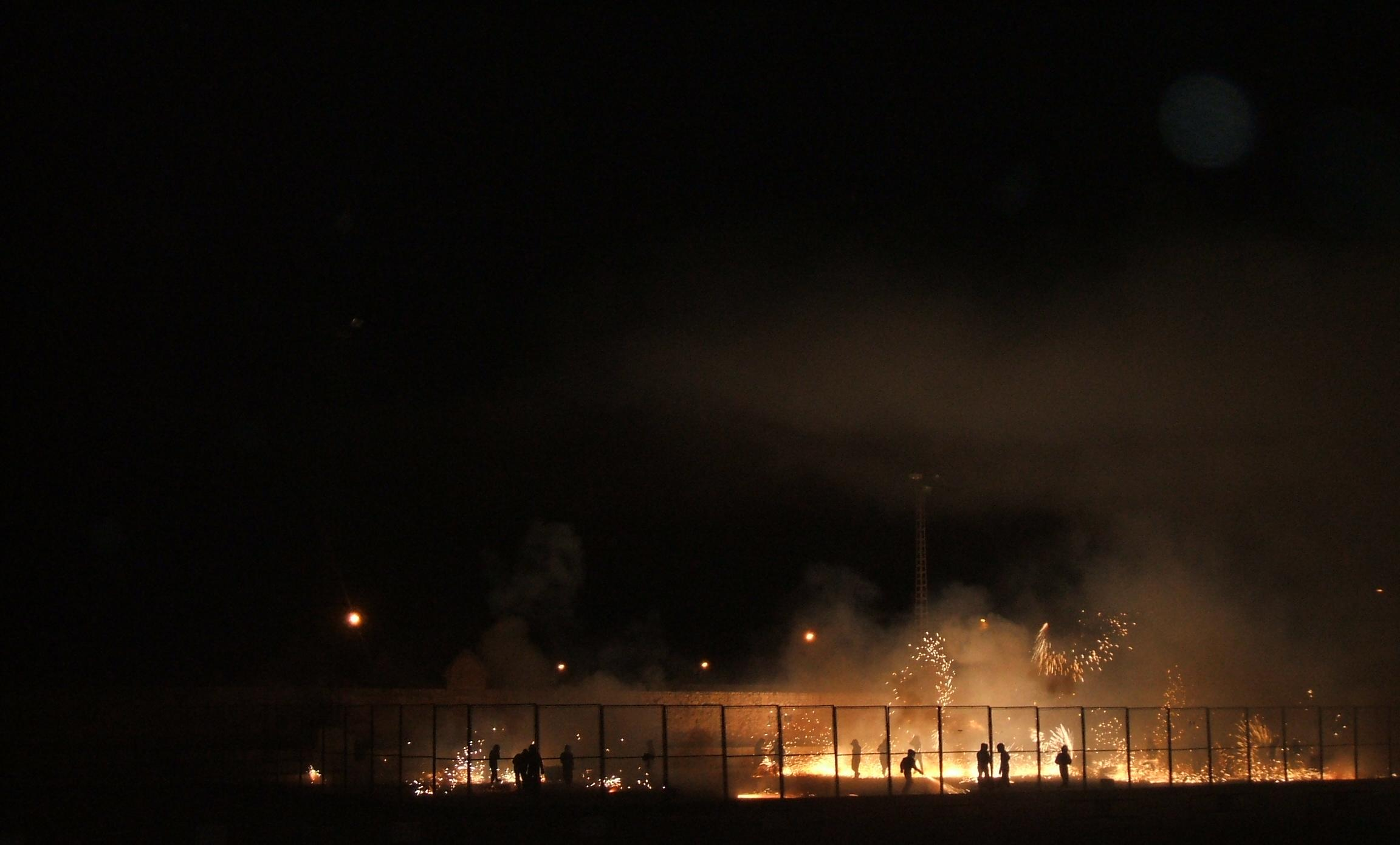
Recinto que limita el alcance de la cordada.

Una cordada  es una manifestación pirotécnica, generalmente nocturna, consistente en un grupo de cohetes, del tipo carretilla o también denominados  cohetes borrachos, colgados en una cuerda anudadura de punta a punta de una calle y que van soltándose y estallando. Aparte, los participantes, vestidos con ropa que les cubre todo el cuerpo para evitar quemaduras, van cogiéndolo y lanzándolos al aire dentro del recinto acotado y durante un tiempo limitado.
Este tipo de manifestación se suele celebrar en las fiestas mayores de pueblos como Paterna y Elche.

#### Els bous al carrer

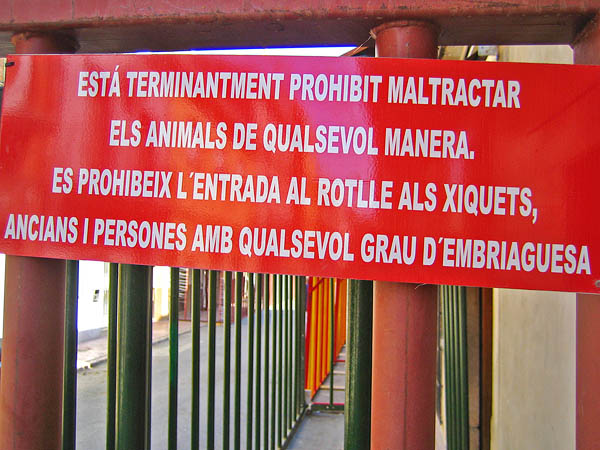
Las reglas de "els bous al carrer".

Els Bous al Carrer es un tipo de fiesta taurina popular que se practica en muchos pueblos de la Comunidad Valenciana, sobre todo en las comarcas de la Marina Alta, el Alto Mijares, el Alto Palancia, el Bajo y Alto Maestrazgo y el norte de la Plana Alta. El muy típico la suelta de vaquíllas, lo cual se puede hacer en cualquier momento del año, aunque en general coincide con las fiestas patronales, las cuales suelen coincidir con el verano.

#### Las procesiones y los bailes

##### Las muixerangas

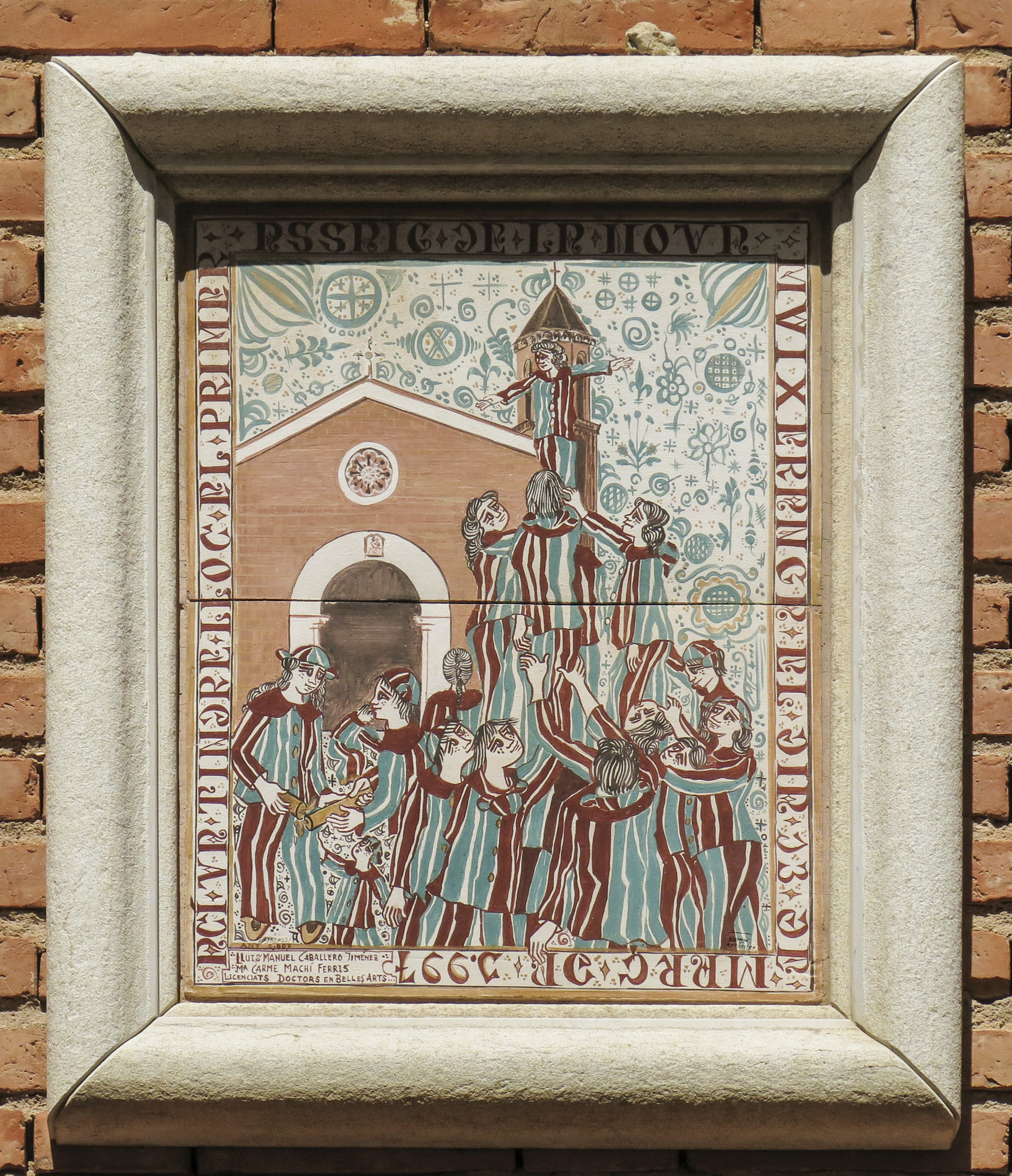
Azulejo valenciano de la muixeranga, en la Capilla del Hallazgo de Algemesí.

La muixeranga o ball de valencians es el nombre que recibe un conjunto de danzas y castillos humanos originarios de la Comunidad Valenciana (España) y que se preservan en Algemesí (Ribera Alta).
Más que una danza propiamente dicha es un conjunto de cuadros plásticos con intencionalidad representativa, que participa en las Procesiones de Nuestra Señora de la Salud, la Fiesta Mayor de Algemesí (7 y 8 de septiembre).
La muixeranga es el nombre que recibe en Algemesí, y que se diferencia de los modernos castellers en el sentido de que en la muixeranga el objetivo es más religioso y se hace una danza, sin que la altura de las torres humanas sea crucial. Si la teoría de que los castells y la muixeranga tienen un origen común: las moixiganges, los primeros se habrían especializado en las torres humanas propiamente dichas y las segundas se habrían preservado fieles al sentido religioso y los cuadros plásticos.

##### Los gigantes y los cabezudos
Los gigantes y cabezudos son una tradición popular celebrada en muchas fiestas locales de la Comunidad Valenciana. La tradición consiste en sacar en desfile ciertas figuras a hombros, que normalmente representan a personajes populares locales o a figuras históricas, bailando y animando o persiguiendo a la gente que acude a la celebración.
Los gigantes son figuras de varios metros de altura que representan el busto y la cabeza de una persona con camisa. Esta cubre a un hombre que carga un arnés que soporta la estructura. El portador hace girar y bailar el gigante al son de una banda popular de música. Generalmente los gigantes desfilan en parejas de gigante y giganta. Los pueblos ricos tienen más de una pareja. Generalmente las figuras representan arquetipos populares, tal como el burgués y la campesina, o figuras históricas de relevancia local, como el rey y la reina fundadores. Mientras que en los "cabezudos" (también llamados nanos), de menor altura, se destaca la proporción de la cabeza, dando un efecto más cómico. También existen los "caballitos" (Morella), personajes que bailan simulando el estar subido en un caballo.

## Gastronomía

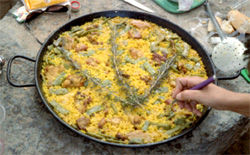
Paella valenciana de pollo y conejo (adornada con romero).

La Cocina Valenciana es la que se prepara tradicionalmente en la Comunidad Valenciana. Ingredientes habituales son el arroz, verdura. El plato de arroz más conocido es la Paella, exportada desde mucho tiempo atrás a toda España. No es solamente una cocina mediterránea al uso, sino que es producto de una tradición autóctona muy arraigada. La mayoría de las comidas no son en absoluto ligeras, al contrario pueden resultar pesadas para quienes no estén acostumbrados y coman más de lo debido. Pucheros y cocidos como platos únicos son muy importantes en la alimentación. Ello se debe a que solo la ciudad se encuentra junto al mar, el interior estuvo durante siglos cubierto de huerta, la población era mayoritariamente campesina. Incluso en España la cocina valenciana no es excesivamente conocida.

## Ley de señas de identidad del pueblo valenciano
El 25 de marzo de 2015 las Cortes Valencianas aprobaron la "Ley de reconocimiento, protección y promoción de las señas de identidad del pueblo valenciano". Esta ley, la votación de la cual tuvo lugar en el último pleno de las Cortes Valencianas antes de las Elecciones de 2015, fue aprobada con los votos en solitario del Partido Popular, ya que la oposición en conjunto no participó en la votación como forma de protesta. Entre los colectivos que criticaron la ley se encuentran la Universidad Jaime I de Castellón, que consideró que el Partido Popular había decidido, desde la política, pontificar sobre filología, historia, sociología. Desde la entidad normativa del valenciano, la Academia Valenciana de la Llengua, se lamentó que el gobierno valenciano haya llevado adelante esa ley desoyendo la petición de la Academia de poder consultar el anteproyecto antes de su aprobación para pronunciarse, como ocurre con las leyes que afectan a la lingüística, puesto que la AVL es la única institución normativa del valenciano.
La ley contempla la creación de un Observatorio de señas de identidad, en el cual se ha incluido a entidades que siguen una normativa diferente a la oficial, como la RACV o la entidad privada Lo Rat Penat, históricas entidades valencianistas consideradas ambas por ciertos sectores como de carácter anticatalanista, a las que se da capacidad para decidir subvenciones a editoriales o entidades culturales. Las entidades que podrían resultar afectadas así como la estatutaria Academia Valenciana de la Llengua y el Consell Valencià de Cultura, órganos excluidos del observatorio, han rechazado pronunciarse sobre un ente que entienden que "no tiene recorrido" y que nace por la necesidad del Partido Popular de la Comunidad Valenciana por reavivar el conflicto lingüístico valenciano de cara a las Elecciones a las Cortes Valencianas de 2015.
La ley, se reconoce como señas de identidad del pueblo valenciano a:
- Los símbolos de la Comunidad Valenciana a los que se refiere la Ley 8/1984, de 4 de diciembre, por la que se regulan los símbolos de la Comunidad Valenciana y su utilización.
- La lengua valenciana y sus usos, de conformidad con la tradición histórica o popular.
- El Siglo de Oro de la lengua valenciana.
- Los reales monasterios de Santa María de El Puig y Santa María de la Valldigna.
- El Archivo de la Corona de Aragón, en los términos previstos por la Ley 4/1998, de 11 de junio, del Patrimonio Cultural Valenciano.
- El 9 de octubre, Día de la Comunidad Valenciana.
- Los Fueros y el Derecho Foral Valenciano.
- Los bienes de la Comunidad Valenciana declarados Patrimonio de la Humanidad, así como los demás bienes que, de conformidad con la Ley 4/1998, de 11 de junio, del Patrimonio Cultural Valenciano, forman parte de éste.
- La música y los instrumentos tradicionales valencianos.
- Las bandas de música y las sociedades musicales de la Comunidad Valenciana.
- El cant d'estil (Canto valenciano) y el folclore de la Comunidad Valenciana.
- Los deportes autóctonos y tradicionales de la Comunidad Valenciana, y en especial la pelota valenciana y la colombicultura.
- Las fiestas tradicionales de la Comunidad Valenciana y el arte pirotécnico.
- Los festejos taurinos tradicionales de la Comunidad Valenciana (bous al carrer).
- Las manifestaciones religiosas arraigadas en la tradición de la Comunidad Valenciana.
- La gastronomía y los productos autóctonos de la Comunidad Valenciana.
- La indumentaria típica de las distintas poblaciones de la Comunidad Valenciana.